# Rod Woodson
Roderick Kevin Woodson, detto Rod (Fort Wayne, 10 marzo 1965), è un ex giocatore di football americano statunitense che ha giocato nel ruolo di cornerback e safety per diciassette stagioni nella National Football League (NFL).
Woodson disputò 10 stagioni con i Pittsburgh Steelers e fu un giocatore chiave della vittoria dei Baltimore Ravens nella stagione della vittoria del Super Bowl XXXV. Inoltre giocò per i San Francisco 49ers e gli Oakland Raiders. Ron detiene il record NFL per il maggior numero di intercetti ritornati in touchdown (12) ed è stato nominato Difensore dell'anno nel 1993. I suoi 71 intercetti in carriera sono il terzo risultato di tutti i tempi. Nel 2009 è stato inserito nella Pro Football Hall of Fame.
Dal suo ritiro nel 2003 al febbraio 2011, Woodson ha lavorato come analista per NFL Network su NFL Total Access e il Thursday Night Football,  e come commentatore tecnico per Big Ten Network. Nel 2011 è stato l'allenatore dei cornerback degli Oakland Raiders.

## Carriera da giocatore

### Pittsburgh Steelers
Al draft NFL 1987 Woodson è stato selezionato come 10a scelta assoluta dagli Steelers. Ha debuttato l'8 novembre 1987 contro i Kansas City Chiefs. Con gli Steelers ha giocato tutte le partite sempre partendo da titolare, ottenendo ottimi risultati.
Purtroppo a fine stagione 1996 avvenne una disputa per il suo aumento contrattuale, prima dell'inizio della nuova stagione venne svincolato e Woodson trovò come nuova squadra i San Francisco 49ers.

### San Francisco 49ers
È stata solamente una parentesi di un anno dove Ron ha giocato 14 partite tutte da titolare, riuscendo ad intercettare 3 passaggi.

### Baltimore Ravens
Woodson coi Ravens riesce a vincere il suo unico Super Bowl nella stagione 2000. A Baltimore rimane per quattro stagioni.

### Oakland Raiders
Gli ultimi due anni della sua carriera li passa con i Raiders. Nella stagione 2002 riesce ad arrivare in finale ma perde il Super Bowl contro i Tampa Bay Buccaneers. Il 27 luglio 2004 dopo aver fallito i test fisici viene svincolato. Woodson decide quindi che è arrivato il momento di ritirarsi.

## Carriera da allenatore
Stagione 2011.
Ha iniziato la sua carriera nella NFL il 14 febbraio 2011 con i Raiders con il ruolo di assistente dell'allenatore capo e allenatore dei cornerback, ruolo ricoperto per una sola stagione.

## Vittorie e premi
- Super Bowl : 1 Vincitore del Super Bowl XXXV
- (11) Pro Bowl (dalla stagione 1989 alla 1994, poi 1996, 1999, 2000, 2001 e 2002)
- (6) First-Team All-Pro (1989, 1990, 1992, 1993, 1994, 2002)
- (2) Second-Team All-Pro (1991, 2000)
- Miglior difensore dell'anno della NFL (1993)
- Classificato al #41 tra i migliori cento giocatori di tutti i tempi da NFL.com
- Formazione ideale della NFL degli anni 1990
- Formazione ideale del 75º anniversario della National Football League
- Formazione ideale del 100º anniversario della National Football League
- Pro Football Hall of Fame

## Statistiche
| Tackle totali | 1.163 |
| Sack          | 13.5  |
| Intercetti    | 71    |